# Kaliště (district de Jihlava)
Pour les articles homonymes, voir Kaliště.
Kaliště (en allemand : Kalischt) est une commune du district de Jihlava, dans la région de Vysočina, en République tchèque. Sa population s'élevait à 174 habitants en 2024.

## Géographie
Kaliště se trouve à 5 km au sud-est de Počátky, à 28 km au sud-ouest de Jihlava et à 117 km au sud-est de Prague.
La commune est limitée par Jihlávka et Horní Dubenky au nord, par Řásná à l'est, par Klatovec et Panské Dubenky au sud, et par Počátky à l'ouest.

## Histoire
La première mention écrite de la localité date de 1407.

## Administration
La commune se compose de deux sections :
- Kaliště
- Býkovec

## Transports
Par la route, Kalhov se trouve à 7 km de Počátky, à 31 km de Jihlava et à 144 km de Prague.